# 馬拉巴靈貓
馬拉巴靈貓（學名：Viverra civettina）是一種麝貓。牠們在南印度喀拉拉邦及卡納塔克邦的低地沿岸很是普遍。但自20世紀後就開始變得稀少，但仍然是1960年代用來製造麝香的主要材料。到了1990年，牠們只生活在馬拉巴爾南部的一些地區。於1999年，在野外牠們只餘下少於250隻。

## 特徵
馬拉巴靈貓有時被認為是大斑靈貓的亞種，有些甚至認為是同一物種。牠們重8-9公斤。牠們毛呈灰色，有明顯的黑色斑點。牠們尾巴很短，背上有直立的黑毛。

## 棲息地
馬拉巴靈貓主要生活在馬拉巴爾海岸的潮濕森林帶，如林地及山腳。牠們數量在馬拉巴爾及特拉凡哥爾曾一度很豐富。過度的伐林減少了牠們棲息地。腰果的種植給予牠們一個避難的地方，不過牠們仍然面臨大幅清除的威脅。

## 行為
馬拉巴靈貓是夜間活動，獨居及富攻擊性的。牠們會在地上覓食，從來未有在樹上出現。牠們吃細小的哺乳動物、爬行類、兩棲類、魚類、鳥蛋及一些植物。牠們很難飼養。牠們肛門腺排出的麝香可以作為香水、東方藥材及當地香煙的穩定劑。

## 威脅
馬拉巴靈貓面臨失去棲息地的威脅，只能在有限的地方生活。牠們有時被看為侵襲家畜的動物，因而被獵殺及捕捉。

## 外部連結
- 馬拉巴靈貓的保育狀況 （页面存档备份，存于）